# Brihovo
Brihovo falu Horvátországban, a Károlyváros megyében. Közigazgatásilag  Žakanjéhoz tartozik.

## Fekvése
Károlyvárostól 23 km-re északnyugatra, községközpontjától 2 km-re nyugatra a Kulpába ömlő Muljevac-patak jobb partján fekszik.

## Története
A településnek 1857-ben 229, 1910-ben 216 lakosa volt. A trianoni békeszerződésig Zágráb vármegye Károlyvárosi járásához tartozott. 2011-ben 153-an lakták.

## Lakosság
| Lakosság változása | Lakosság változása | Lakosság változása | Lakosság változása | Lakosság változása | Lakosság változása | Lakosság változása | Lakosság változása | Lakosság változása | Lakosság változása | Lakosság változása | Lakosság változása | Lakosság változása | Lakosság változása | Lakosság változása | Lakosság változása |
| ------------------ | ------------------ | ------------------ | ------------------ | ------------------ | ------------------ | ------------------ | ------------------ | ------------------ | ------------------ | ------------------ | ------------------ | ------------------ | ------------------ | ------------------ | ------------------ |
| 1857               | 1869               | 1880               | 1890               | 1900               | 1910               | 1921               | 1931               | 1948               | 1953               | 1961               | 1971               | 1981               | 1991               | 2001               | 2011               |
| 229                | 233                | 254                | 274                | 245                | 216                | 217                | 244                | 230                | 227                | 203                | 214                | 199                | 226                | 194                | 153                |

## Nevezetességei
- Szent Fülöp tiszteletére szentelt kápolnája.
- Öreg malom a Muljevac-patakon.